# Łazarz Kierdej
Łazarz (Olizar) Kierdej Mylski (Milski) herbu Kierdeja – poseł województwa wołyńskiego na sejm 1569 roku.
Podpisał akt unii lubelskiej. 